# Autobahnkreuz Dortmund-West
Das Autobahnkreuz Dortmund-West (Abkürzung: AK Dortmund-West; Kurzform: Kreuz Dortmund-West) ist ein Autobahnkreuz in Nordrhein-Westfalen in der Metropolregion Rhein-Ruhr. Es verbindet die Bundesautobahn 40 (Ruhrschnellweg) mit der A 45 (Dortmund — Frankfurt am Main).

## Geografie
Das Autobahnkreuz liegt im Stadtgebiet von Dortmund im Stadtbezirk Lütgendortmund. Nächstgelegene Stadtteile sind Marten, Dorstfeld, Kley und Oespel. Es befindet sich etwa 8 km westlich der Dortmunder Innenstadt und rund 13 km östlich von Bochum.
Das Autobahnkreuz Dortmund-West trägt auf der A 40 die Anschlussstellennummer 42, auf der A 45 die Nummer 5.

## Bauform und Ausbauzustand
Die A 40 ist in Richtung Westen vierspurig und in Richtung Osten sechsspurig. Die A 45 ist fünfspurig, mit drei Spuren Richtung Süden und zwei Richtung Norden, ausgebaut. Die indirekten Verbindungsrampen sind einspurig, die direkten zweispurig ausgeführt.
Das Kreuz wurde als Kleeblatt angelegt.
Bis ins Jahr 2010 verband das Autobahnkreuz auch die Bundesstraße 1 an die beiden Autobahnen. Da diese als Weiterführung der A 40 als Autobahn ausgebaut und heraufgestuft wurde, liegt die B 1 nicht mehr am Autobahnkreuz Dortmund-West.

## Verkehrsaufkommen
Das Kreuz wird täglich von rund 147.000 Fahrzeugen befahren.
| Von                      | Nach                             | Durchschnittliche tägliche Verkehrsstärke | Anteil Schwerlastverkehr |
| ------------------------ | -------------------------------- | ----------------------------------------- | ------------------------ |
| AS Dortmund-Kley (A 40)  | AK Dortmund-West                 | 77.500                                    | 7,2 %                    |
| AK Dortmund-West         | AS Dortmund-Barop (A 40)         | 85.800                                    | 5,1 %                    |
| AS Dortmund-Hafen (A 45) | AK Dortmund-West                 | 70.700                                    | 8,3 %                    |
| AK Dortmund-West         | AS Dortmund-Eichlinghofen (A 45) | 60.100                                    | 9,3 %                    |